# 日向栄次
日向 栄次（ひなた えいじ、1974年1月10日 - ）は、石川県出身の陸上競技選手。石川県立小松工業高等学校、東京農業大学卒業。箱根駅伝に4年連続出場し、3・4年時には2区を走り東農大の連続シード獲得に貢献した。石川県の箱根駅伝出場選手の中では史上2人目の4年連続出場を果たしている（石川県勢初の4年連続出場は、青山学院の北野勉選手が1971年～1974年に出場）。卒業後はダイエー～富士重工で息の長い活躍をし、現在はSUBARU陸上競技部のコーチを務めている。

## 略歴
- 1989年 - 第40回全国高校駅伝3区54位
- 1991年 - 第42回全国高校駅伝1区25位
- 1992年 - 第24回全日本大学駅伝6区5位：37分16秒
- 1993年 - 第69回箱根駅伝3区9位：1時間6分32秒

　　　　　　　　関東インカレ2部ハーフマラソン7位：1時間6分51秒
- 1994年 - 第70回箱根駅伝4区8位：1時間62秒

　　　　　　　　関東インカレ2部5000m8位：14分27秒37
　　　　　　　　関東インカレ2部10000m7位：29分55秒76
　　　　　　　　箱根駅伝予選会3位：1時間1分24秒
- 1995年 - 第71回箱根駅伝2区8位：1時間9分28秒

　　　　　　　　関東インカレ2部5000m6位：14分18秒56
　　　　　　　　第7回出雲駅伝2区5位：22分57秒
- 1996年 - 第72回箱根駅伝2区4位：1時間6分35秒
- 1997年 - 全日本実業団駅伝4区2位
- 2000年 - 一関国際ハーフマラソン3位：1時間4分18秒

父の日向孝雄、兄の日向孝一も陸上競技の経験があり、下記の結果を残している。
日向孝雄
石川県立松任農業高等学校（現、石川県立翠星高等学校）出身
- 1958年 - 第9回全国高校駅伝2区36位
- 1959年 - 第10回全国高校駅伝3区54位
- 1960年 - 第11回全国高校駅伝1区34位

日向孝一
石川県立小松工業高等学校、専修大学出身
- 1984年 - 第35回全国高校駅伝1区31位
- 1985年 - インターハイ3000ｍSC出場

　　　　　　　　国体3000ｍSC3位
　　　　　　　　第36回全国高校駅伝1区20位